# FREEDOM ONLY
「FREEDOM ONLY」(フリーダム・オンリー)は、GLAYのメジャー16枚目のオリジナルアルバム。2021年10月6日にLSGから発売。

## 概要
アルバムのリリースは『ONE LOVE Anthology』以来、およそ5か月ぶり。オリジナルアルバムとしては『NO DEMOCRACY』以来、およそ2年ぶりである。
先行配信シングルを含む全12曲収録。本作のコンセプトは「シンプルでエンターテインメント性が高く心が癒される優しい音」で、1997年〜2020年までの中で制作された楽曲が収録されている。
また、TAKUROによるとコロナ禍の中で改めて自分と向き合ったうえで過去のデモを聴き直すうちに、制作当時では思うようにできなかったことや、やらなかったことが今のGLAYならできると確信した、という。そのため今作は80〜00年代に自分たちがリスペクトしてきたアーティストの要素を現在のフィルターで噛み砕き、自身のルーツであるJ-ROCKおよびJ-POPに色濃く反映させたアルバムに仕上がった、とのこと。
タイトルはカーペンターズの『青春の輝き』の一節から由来し、「自由になると言うことは何かと別れなくてはならない」という意味が込められている。また、ジャケットのアートワークをKing Gnuの常田大希が主宰するクリエイティブチーム「PERIMETRON」が担当した。これはTERUからの提案で実現したという。また、このジャケットの世界観は、本作を掲げたアリーナツアーのテーマとしても表現されていく、とのこと。
「CD Only」「CD+DVD」「2CD+2Blu-ray+グッズ(「G-DIRECT」限定盤)」の3タイプが製作された。
9月18日には「祝祭」を先行配信、同月24日にはそのMVも公開された。
プロデューサーに亀田誠治、アレンジにはYOW-ROW(GARI)、Tomi Yo、村山⭐︎潤が参加した。

## 記録
オリコン週間アルバムチャート(2021年10月18日付)では、合算部門では32,716ポイント、CDアルバム部門では30,738枚、ダウンロード部門では1,576ダウンロードを記録し、いずれも1位を獲得した。
また、ビルボードのDownload Albumsでも、1,660ダウンロードで1位を獲得した。

## 収録曲

### CD(DISC1・全タイプ共通)
| #         | タイトル                     | 作詞      | 作曲             | 編曲                    | 時間  |
| --------- | ---------------------------- | --------- | ---------------- | ----------------------- | ----- |
| 1.        | 「BETTY BLUE」               | TAKURO    | TAKURO、亀田誠治 | GLAY、亀田誠治          | 5:18  |
| 2.        | 「Hypersonic」               | TAKURO    | TAKURO           | GLAY、亀田誠治          | 4:08  |
| 3.        | 「Winter Moon Winter Stars」 | TAKURO    | TAKURO           | GLAY、亀田誠治          | 4:32  |
| 4.        | 「FRIED GREEN TOMATOES」     | TAKURO    | TAKURO           | GLAY、亀田誠治          | 5:45  |
| 5.        | 「永遠を名乗る一秒」         | TAKURO    | TAKURO           | GLAY、亀田誠治、村山☆潤 | 5:53  |
| 6.        | 「漂えど沈まず」             | TAKURO    | TAKURO           | GLAY、亀田誠治          | 4:40  |
| 7.        | 「BAD APPLE」                | TAKURO    | TAKURO           | GLAY、Tomi Yo、亀田誠治 | 5:16  |
| 8.        | 「Tiny Soldier」             | TAKURO    | TAKURO           | GLAY、亀田誠治          | 3:52  |
| 9.        | 「Holy Knight」              | TAKURO    | AUDIO 2 AUDIO    | GLAY、Yow-Row、亀田誠治 | 5:12  |
| 10.       | 「青春は残酷だ」             | TAKURO    | TAKURO           | GLAY、亀田誠治          | 5:26  |
| 11.       | 「祝祭」                     | TAKURO    | TAKURO           | GLAY、亀田誠治          | 4:57  |
| 12.       | 「桜めぐり」                 | TAKURO    | TAKURO           | TAKURO                  | 4:47  |
| 合計時間: | 合計時間:                    | 合計時間: | 合計時間:        | 合計時間:               | 59:46 |

### CD(DISC2・G-DIRECT限定盤のみ)
- DJ Mass MAD Izm* Remixes+DJ MIX

1. 夏音 Skate Sonic EXP* Remix
2. Little Lovebirds [TERU:VIVID] Re-Work
3. カナリヤ HKDT Laidback Remix
4. 疾走れ！ミライ HW Laidback Remix
5. 流星のHowl Piano Beat Remix
6. Surf Rider Non-Fiction HSMS Remix
7. 彼女はゾンビ HSMS 80/90 Remix
8. Synchronicity Cyberpunked Remix
9. ALL STANDARD IS YOU DJ Mass MAD Izm* Remix
10. シキナ ViViD Neon* Remix
11. "GLAY-Remixes "Phase ONE" DJ Mix by DJ Mass MAD Izm*" (BONUS TRACK)

### DVD(CD+DVD盤)
- GLAY野外無観客ライブ Vol.2
- GLAY「FREEDOM TALK」後編
- 「BAD APPLE」Album ver. Music Video
- Making of BAD APPLE
- 「祝祭」Music Video
- Making of 祝祭

### Blu-ray DISC1(G-DIRECT 限定盤のみ)
- 「THE ENTERTAINMENT STRIKES BACK 魁☆照男達」
- 「THE ENTERTAINMENT STRIKES BACK RESONANCE vol.3」
- 「THE ENTERTAINMENT STRIKES BACK LIFETIME MUSIC」

### Blu-ray DISC2(G-DIRECT 限定盤のみ)
- 「THE ENTERTAINMENT STRIKES BACK LIVE at HOME Vol.6」
- GLAY野外無観客ライブ Vol.2
- GLAY「FREEDOM TALK」完全版
- 「祝祭」Music Video
- Making of 祝祭
- 「BAD APPLE」Album ver. Music Video
- Making of BAD APPLE

## 演奏
- 亀田誠治
  - Strings Arrangement (#8.11)
  - Brass Arrangement (#10)
- PORIN (Awesome City Club)：Guest Vocal (#1)
- 永井利光：Drums (#1.2.3.4.6.8.10.11)
- Lazy：Chorus (#7.8.9)
- 斎藤有太：Piano, Electric Piano, Organ (#1.4.6.10.11)
- 村山☆潤：Piano, Keyboards, Programming (#5)
- Tomi Yo：Acoustic Guitar, Keyboards, Programming (#7)
- YOW-ROW (GARI)：Piano, Keyboards, Programming (#8)
- 山本拓夫：Saxophone (#10)
- 西村浩二：Trumpet (#10)
- 村田陽一：Trombone (#10)
- 今野均ストリングス：Strings (#8.11)
- 豊田泰孝：Programming (#1.4.8.10.11)